# Aires de Almada
Aires Gomes de Almada ou simplesmente Aires de Almada ou Ayres de Almada, licenciado, provavelmente natural de Lisboa, foi desembargador dos Agravos (19/03/1496 - 9/07/1504) e embaixador do Reino de Portugal.

## Biografia
21 de outubro de 1486 – Nomeado Sobre juiz da Casa do Cível; Já falecido em 1512.
Em 21 de novembro de 1497, foi nomeado terceira pessoa do emprazamento de umas casas e dois quintais do Hospital de Santa Maria dos Inocentes, em Santarém.
Em 1488 foi enviado como embaixador do rei a Inglaterra, com o objectivo de reclamar a libertação do Conde de Penamacor. Entre 1493 e 1494 foi embaixador em Castela, sendo um dos negociadores do Tratado de Tordesilhas. Em 12 de outubro de 1487 foi nomeado Corregedor da Corte dos feitos cíveis, função que ainda exercia em 1494, quando foi assinado o Tratado de Tordesilhas.
Foi Juiz dos Feitos do Rei (2/05/1497 - 18/05/1503) por especial mandado.
Antes de 13 de julho de 1499, andou com alçada nas comarcas da Beira e da Estremadura.
Exerceu interinamente o ofício de chanceler-mor em diferentes períodos dos anos de 1497, 1499 e 1500.
Dirigiu-se a Inglaterra em 1488, em representação de D. João II para negociar a libertação do Conde de Penamacor e a Castela em 1493-1494 para negociar o Tratado de Tordesilhas).

## Dados genealógicos
Filho de Afonso de Almada, escudeiro da Casa Real, morador na freguesia da Madalena de Lisboa, casado com Catarina Gil.
Casado com Catarina Gil de Aguiar.
Pai de:
- Luís de Almada, escudeiro fidalgo de D. Manuel I no primeiro quartel de 1518,[5] desembargador do Paço e chanceler do Reino, instituidor do Morgado dos Olivais.
- João de Almada, moço fidalgo de D. Manuel I no primeiro quartel de 1518,[5] doutorado e desembargador da Casa da Suplicação em 1532.
- António de Almada, juiz de fora da cidade de Évora.[4]
- Isabel de Almada casada com Gil Álvares[6] ou Gil Gonçalves. Que tiveramː
  - D. Manuel de Almada, bispo de Angra.[4]
- Mais quatro filhas que que professaram no convento cisterciense de Almoster.[7]